# Ted Gregory
Theodore Anthony Gregory (New York, 16 febbraio 1965) è un ex giocatore di football americano statunitense che ha giocato nel ruolo di defensive tackle nella National Football League. Al college giocò a football alla Syracuse University.

## Carriera professionistica
Gregory fu scelto come 26º assoluto nel Draft NFL 1988 dai Denver Broncos ma fu scambiato prima dell'inizio della stagione con i New Orleans Saints per Shawn Knight. Nella sua terza partita con i Saints riaggravò un precedente infortunio subito nell'ultima gara di college football, venendo costretto a un prematuro ritiro.

## Statistiche
| Partite | 3 |